# Katixa Agirre

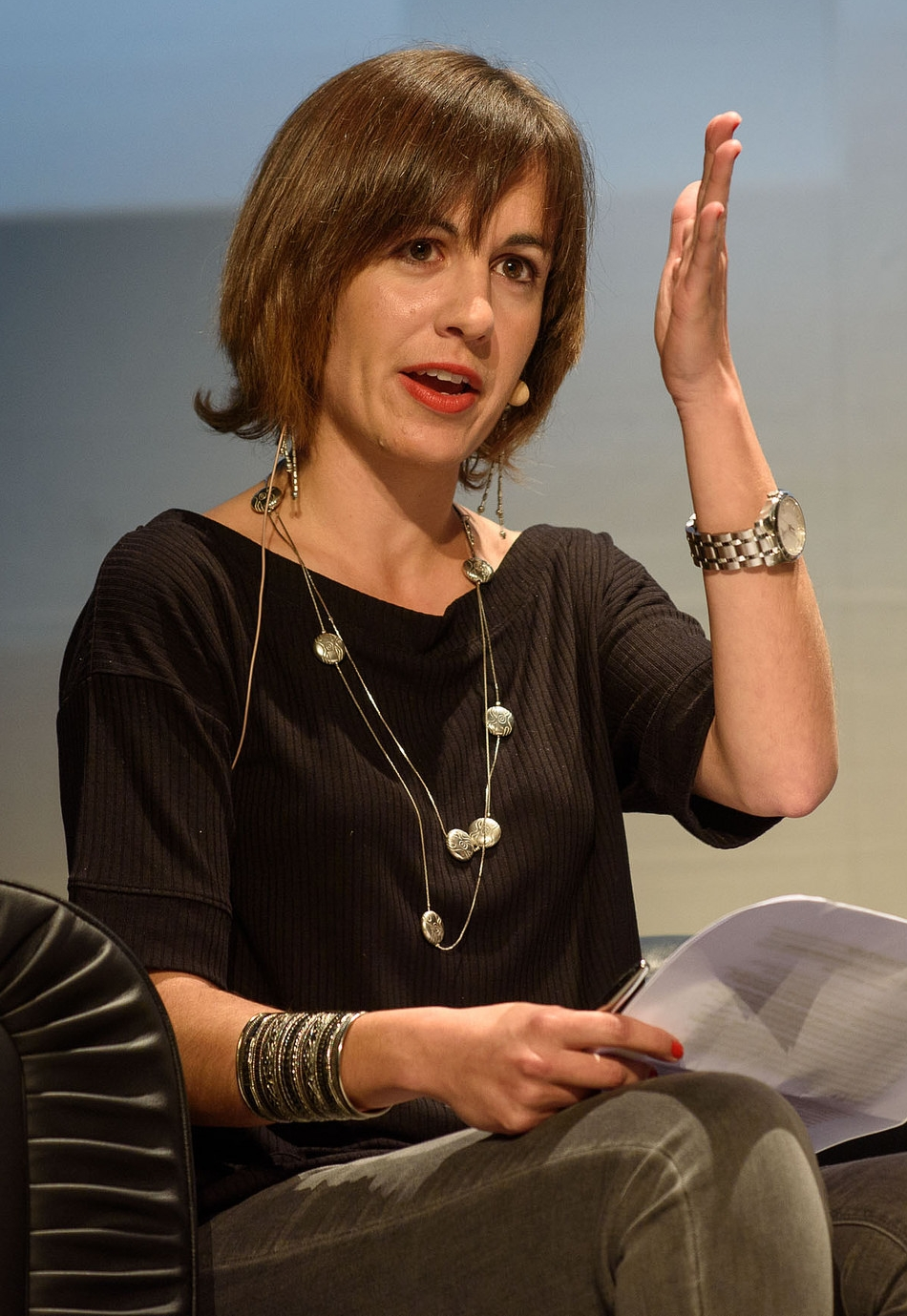
Katixa Agirre

Katixa Agirre Miguélez (geboren 27. Oktober 1981 in Vitoria-Gasteiz)  ist eine baskische Schriftstellerin.

## Biografie
Katixa Agirre ist eine Schriftstellerin, die in ihrer Muttersprache baskisch publiziert. Sie ist promoviert in audiovisueller Kommunikation und lehrt an der Universität des Baskenlandes. Sie hat Erzählbände wie Sua falta zaigu (zu dt.: Fehlendes Feuer) (2007), Habitat (zu dt.: Lebensraum) (2009) oder Kinderliteratur wie Paularen seigarren atzamarra (zu dt.: Paulas sechster Finger), Ez naiz sirena bat, eta zer? (zu dt.: Ich bin keine Wasserratte, und jetzt?) und Patzikuren problemak veröffentlicht. Des Weiteren schrieb sie als Kolumnistin für die Tageszeitungen Diario de Noticias de Álava, el Deia, Aizu! und el Argia.
2015 veröffentlichte sie ihren ersten Roman mit dem Titel Atertu arte Itxaron im Stile eines Roadmovies, für den sie mit dem Premio 111 Akademia gewürdigt wurde. Agirre hat auch die Übersetzung ins Spanische übernommen. Die 2021 erschienene deutsche Übersetzung von Silke Kleemann wurde gefördert vom Übersetzerstipendium des Freistaates Bayern.
Ihre 2019 erschienene Erzählung Amek ez dute (Las madres no) diente als Vorlage für den Film Salve María von Mar Coll.

## Werk

### Prosa
- Sua falta zaigu (Elkar, 2007)
- Habitat (Elkar, 2009)
- Amaia Lapitz eta erregina gorriaren hilobia (Elkar, 2010)
- Amaia Lapitz eta Kartagoko ermandade sekretua (Elkar, 2013)
- Amaia Lapitz eta Marioren proiektua (Elkar, 2015)
- Die Lustlosen Touristen, übersetzt von Silke Kleemann, Edition Converso, Karlsruhe 2021, ISBN 978-3-9822252-1-0
  - Atertu arte itxaron (Elkar, 2015)
- Los turistas desganados (Pre-textos, 2017)[5]
- Amek ez dute (Las madres no) (Editorial Tránsito, 2019)

### Kinderliteratur
- Paularen seigarren atzamarra (Elkar, 2007)
- Ez naiz sirena bat, eta zer? (Elkar, 2009)
- Patzikuren problemak (Elkar, 2010)

## Auszeichnungen und Würdigungen
- 2015 Premio 111 Akademia für das beste Werk in baskischer Sprache 2015 für Atertu arte itxaron (Elkar)[2]
- 2016 XVI Stipendium der Romanautorin Agustín Zubikarai der Stadt Ondarroa und dem Verlag Elkar für ihr Projekt "Amek ez dute idazten" ("Las madres no escriben")[6][7]